# Eponim
Eponim (gr. ἐπώνυμος eponymos – „dawca imienia, nazwy”) –  słowo utworzone od nazwy własnej, jak również osoba (historyczna lub fikcyjna, człowiek, bóg, heros), rzadziej zwierzę lub przedmiot, od którego wzięła się nazwa jakiejś innej rzeczy, zjawiska, miejsca, miejscowości. 
Ze względu na polisemię tego słowa sugerowano, aby pochodną nazwy własnej określać nazwą eponimizm, nie spotkało się to jednak z powszechną akceptacją. Przykładem jest harpagon – ‘osoba skąpa’ (od imienia bohatera Skąpca Molière’a), sodoma i gomora – ‘siedlisko występku, gniazdo rozpusty, niemoralności, grzechu, bezbożności’ (od nazw biblijnych miast). Eponimy często związane są z antroponimem wynalazcy, konstruktora lub odkrywcy danego obiektu (np. saksofon od Adolphe'a Saxa) lub postaci, którą chciał uczcić pomysłodawca nazwy (np. bajan na cześć Bajana). Eponimizacja bywa też odzwierciedleniem pochodzenia danego obiektu, np. fletnia Pana bywała nazywana multankami lub dudami mołdawskimi ze względu na pochodzenie (odpowiednio Multany i Mołdawia). Zlatynizowane eponimy tworzy się powszechnie w taksonomii do tworzenia nazw taksonów roślin, zwierząt i innych organizmów żywych. Np. od nazwiska Karol Linneusz pochodzi nazwa rodzajowa Linnaea – zimoziół.
Słowo to wywodzi się ze starożytności, kiedy do datowania wydarzeń używano imion urzędników eponimicznych (limmu – eponim w Asyrii; archont – eponim w Atenach; efor – eponim w Sparcie), później w Rzymie imion konsulów.
Eponimy frazeologiczne (lub frazeologizmy eponimiczne) mogą być stopniowalne. Eponim pierwszego stopnia zawiera imię własne (np. fletnia Pana), natomiast eponim drugiego stopnia zawiera w sobie derywat nazwy własnej (np. harfa eolska, gdzie zamiast nazwy własnej, Eol, jest pochodny przymiotnik).